# Opisthothelae
Opisthothelae je takson unutar reda Araneae, koji se sastoji od Mygalomorphae i Araneomorphae, dok Mesothelae nisu obuhvaćeni. Opisthothelae su ponekad predstavljeni kao neragirana kladus, a ponekad kao podred Araneae. U tom drugom slučaju, Mygalomorphae i Araneomorphae se tretiraju kao infraredovi.